# 赵宇过失致人重伤案
赵宇正当防卫案，或称福州见义勇为被拘案、制止施暴被拘案、赵宇过失致人重伤案、赵宇案，事件发生于2018年12月26日福州市，当事人赵宇在阻止一名强奸未遂的罪犯时，过程中造成对方受伤至伤残二级，后赵宇被警方以涉嫌故意伤害拘留14天，并于2019年1月10日释放。事件在2019年2月16日被福州电视台报道并开始在网络传播，进而引发关于见义勇为以及正当防卫的讨论。

## 经过
2018年12月26日晚，赵宇在出租屋听到楼下有人呼救，前去了解情况，他看到一女子正被一男子（李华）掐住脖子，便上前拉开。一番拉扯中，赵宇踹到男子腹部。
2018年12月29日，赵宇因“涉嫌故意伤害”被公安机关带走，关进福州市第一看守所；关押为刑事拘留性质。
2019年1月10日，因检察机关不予批捕，赵宇在缴纳1万元人民币保证金后被释放。关于释放原因，事件相关证明书显示为 “因检察院不批准逮捕应立即释放”，经晋安公安分局决定，予以释放。计刑事拘留13天，一说14天。
同年2月16日，赵宇注册新浪微博账号名为“被冤枉的赵宇”进行网络维权求助。
2019年2月20日，福州市公安局晋安分局决定以过失致人重伤罪追究赵宇的刑事责任，晋安分局认为，赵宇过失致人重伤一案，犯罪事实清楚，证据确实充分，移送晋安区人民检察院审查起诉。
2019年2月21日凌晨1点，认证账号「福州公安」在新浪微博、微信公众号发文，公开案情部分内容。福州公安以涉嫌过失致人重伤罪移交晋安区人民检察院对赵宇进行起诉，检察院经审查认为，赵宇的行为属正当防卫，但超过必要限度，造成了被害人李华重伤的后果；鉴于赵宇有制止不法侵害的行为，为弘扬社会正气，鼓励见义勇为，综合全案事实证据，对赵宇作出不起诉决定；而李华因涉嫌犯非法侵入住宅罪已于2月19日在公安机关指定的地点监视居住，公安机关将视其病况采取相应法律措施。
3月1日，在中华人民共和国最高人民检察院指导下，福建省人民检察院指令福州市人民检察院对赵宇案进行了审查。福州市人民检察院经审查认为，原不起诉决定存在适用法律错误，遂指令晋安区人民检察院撤销原不起诉决定，以正当防卫对赵宇作出无罪的不起诉决定。
3月19日，赵宇收到由福州市公安局晋安分局颁发的“见义勇为确认证书”。

## 当事人

### 受害者
邹某（化名）27岁，湖南人。在事发时，声称遭到李华的殴打和试图性侵。事发后，邹某被鉴定为轻微伤，脸部多个部位青肿；邹某感谢赵宇的见义勇为行为，并且使用手机录像描述当晚经过愿意为赵宇作证，之后返回老家。

### 赵宇
赵宇，22岁，黑龙江哈尔滨人，保安，现在福州生活。当天深夜他正在家中陪妻子待产，忽然听到一名女邻居呼救便上前制止。事后三天，赵宇被福州市公安局晋安分局以涉嫌故意伤害罪刑事拘留。

### 李华
李华，50岁，四川人，包工头。被赵宇踢伤出院后内脏损伤鉴定为重伤二级，被踢后曾说过要找人弄死邹某和赵宇。在接受媒体采访时，李华声称自己“站在门口玩”“也不知道为什么赵宇要踢他”；而之前的媒体电话采访中，李华声称自己在打麻将，不方便多说。

## 舆论评价
- 中国大陆媒体：
  - 人民日报海外版团队“侠客岛”在2月20日以标题《“见义勇为十四天，强奸未遂打麻将”是一种恶的示范》发文[10]。在2月21日凌晨1点，福州警方发布案情通报后，于凌晨2点全文转发通报，仅在标题写「官方：鼓励见义勇为，不起诉」[11]。
  - 南方日报指《让法律为见义勇为撑腰》，引最高法院意见，认为在正当防卫认定难操作难的当下，法律更应该为防卫者撑腰[12]。
  - 法制日报采访了赵宇，并以“期盼回应”为标题，期待福州警方作出回应[3]。
  - 澎湃新闻提及晋安公安分局提请批捕，从“故意伤害”改为“过失致人重伤”，但核心信息不足。批评警方，面对滔天舆情，仍然“埋头办案”，不回应，引发公信力危机[13]。